# Гоголь малий
Гоголь малий (Bucephala albeola) — вид американських морських качок.

## Будова
Дуже мала, компактна, коротка в довжину, з відносно великою головою і коротким хвостом качка. У самців голова міниться пурпурово-зеленими відтінками (коли неосвітлена, виглядає просто темна) з білими «щоками» і потилицею. Верх тіла чорний, а низ — білий. Самиця подібна за формою, але колір не такий контрастний, бурувато-сірий, з білими пламками на вухах, світлими грудьми, білими «дзеркальцями» на крилах.

## Живлення
Харчуються дрібною рибою, ракоподібними та молюсками, за якими пірнають на глибину.

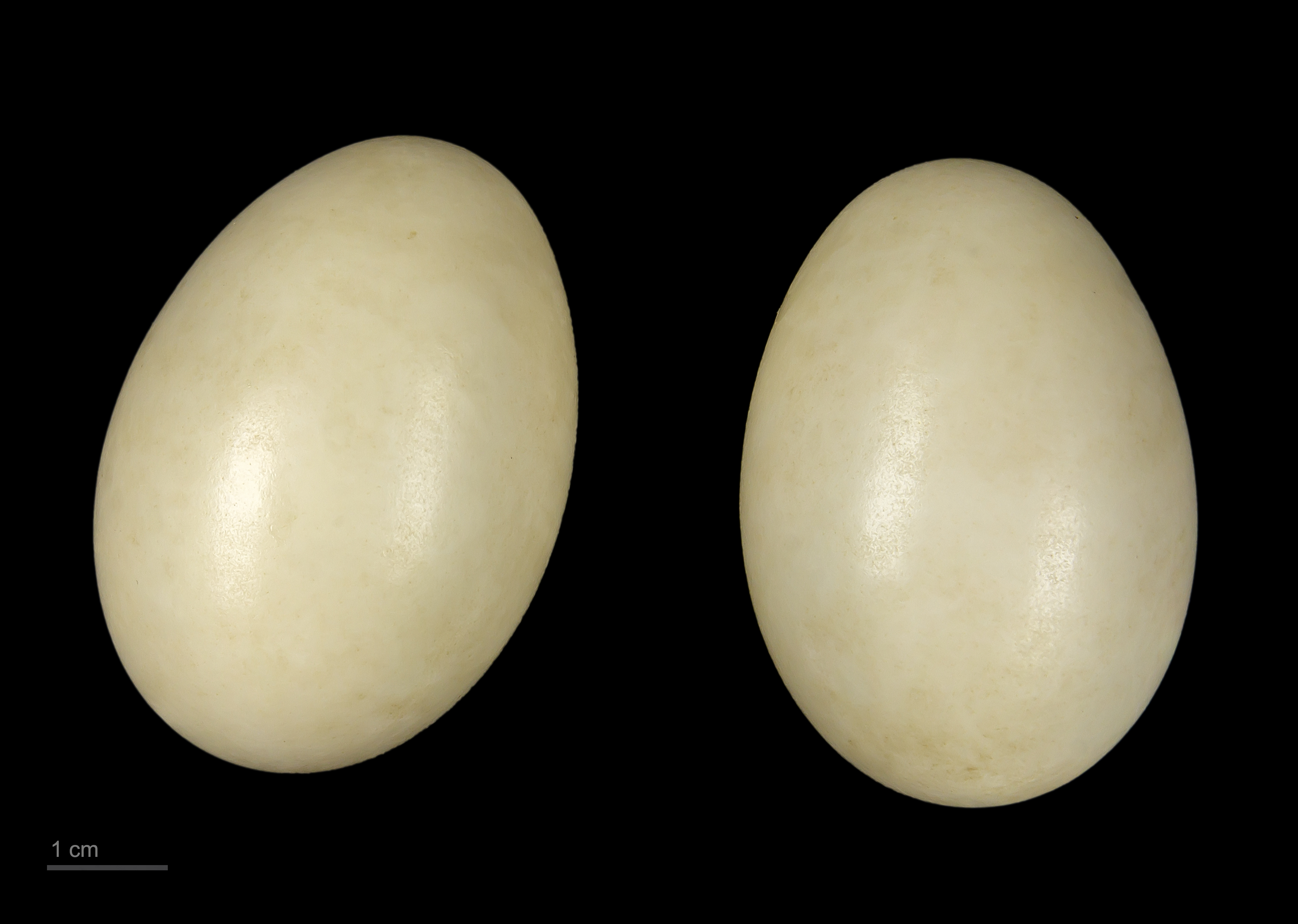
Яйця малого гоголя (Тулузький музей)